# کارترز
کارترز (انگلیسی: Carter's) شرکت خرده‌فروشی آمریکایی است، که در سال ۱۸۶۵ تأسیس شد.